# Аверины (Пермский край)
Аверины — деревня в составе Ильинского городского округа в Пермском крае Российской Федерации. Имеет дачный характер, постоянного населения нет.

## География
Деревня расположена в южной части округа на берегу Камского водохранилища и впадающей реки Гаревая, на расстоянии примерно 3 километра по прямой на северо-восток от села Филатово.

## Климат
Климат умеренно-континентальный с продолжительной холодной и снежной зимой и коротким летом. Средняя температура января −15,0 °С. Лето умеренно-теплое. Самый теплый месяц — июль. Средняя температура июля +17,7 °С. Продолжительность холодного периода составляет 5 месяцев, теплого 7 месяцев, а смена их происходит в октябре — осенью, весной в первой половине апреля. Число дней со снежным покровом по многолетним данным составляет от 171 до 176 дней. Годовая сумма осадков — 553 мм.

## История
Известна с 1832 года: как деревня Оверина.
До 2020 входила в состав Филатовского сельского поселения Ильинского района, после упразднения которых входит непосредственно в состав Ильинского городского округа.

## Население
| 2010 |
| ---- |
| 0    |

Постоянное население не учтено как в 2002 году, так и в 2010 году.